# Vippefyr de Skagen
Pour les articles homonymes, voir Skagen (homonymie).
Le Vippefyr de Skagen est un phare basculant situé à Skagen dans l'extrême Nord du Jutland. Le vippefyr originel, le premier de son genre, est construit en 1627. Il remplace l'ancien papegøjefyr et fut utilisé jusqu'en 1747 quand le phare blanc de Skagen fut mis en service. Une copie à l'identique est maintenant présente sur le même site.

## Histoire
En 1560, Frédéric II de Danemark ordonne à son vassal Otte Brahe (en) de mettre en place des phares à Skagen, Anholt et Kullen (en Suède) pour marquer la route principale à travers les eaux danoises de la mer du Nord à la Baltique. Au début du bois et des algues de mer sont utilisés pour allumer la lampe, brûlés sur un sol carrelé au sommet de la tour en bois. Ensuite du charbon est utilisé pour tous les phares danois car il fournit une lumière plus puissante mais il mettait souvent le feu aux tours en bois. C'est Jens Pedersen Grove d'Elseneur qui conçoit le premier vippefyr un mécanisme à bascule où le charbon peut être brûlé dans un contenant en fer hissé en l’air pour qu'il soit vu de loin tout en protégeant du feu la structure en bois. Vippefyr signifie « lumière à bascule ». En raison de son succès, des vippefyr sont également à construits à Falsterbo dans le sud de la Suède et sur l'île d'Anholt dans le Cattégat. Le dernier à fonctionner a été arrêté en 1788.
L'actuel vippefyr est une copie à l'identique de l'original. C'est l’artiste Carl Locher des peintres de Skagen qui en fait la première copie en 1913 lors du cinq-centième anniversaire de Skagen. Il était placé sur le site du premier vippefyr jusqu'à que le Rotary de Skagen le reconstruise en 1958. Il est allumé une fois par an lors de la fête de la Saint-Jean sur Sankt Hans Aften quand un feu est également allumé sur la plage.